# Wapen van Biggekerke
Het wapen van Biggekerke werd gebruikt tussen 1817 en 1966 als het gemeentelijk wapen van de Zeeuwse gemeente Biggekerke. In 1966 fuseerde de gemeente tot de gemeente Valkenisse, deze gemeente heeft in het nieuwe gemeentewapen elementen uit de wapens van voorgaande gemeenten geplaatst. Het grondgebied van Biggekerke behoort tot de gemeente Veere.

## Blazoenering
Hoewel er geen tekst is opgenomen bij de Hoge Raad van Adel, er is alleen een tekening, zou de blazoenering van het wapen als volgt kunnen luiden:
In zwart 3 zespuntige sterren van goud, geplaatst 2 en 1, afwisselend met 3 visschen van zilver.
Het schild zelf is zwart van kleur met daarop drie gouden zespuntige sterren staande 1 en 2 en drie zilveren vissen staande 2 en 1. Het komt erop neer dat er een vis, een ster en een vis bovenin staan en onderin een ster, een vis en een ster. Het schild is niet voorzien van een of meer schildhouders en heeft ook geen kroon.

## Geschiedenis
Biggekerke was in de 17e eeuw een eigen heerlijkheid met een wapen dat rood van kleur was, met daarop zes zilveren leliën.
Het gemeentewapen werd op 31 juli 1817 per Koninklijk Besluit door de Hoge Raad van Adel aan de Zeeuwse gemeente Biggekerke toegekend. De vissen werden bij de aanvraag als scharren aangeduid, scharren worden in de volksmond wel biggen genoemd, wat dit wapen tot een sprekend wapen zou maken. Het is afgeleid van het wapen van Krommenhoeke, na de Reformatie behorende bij Biggekerke. 
Op 1 januari 1966 fuseerde de gemeente met Koudekerke en Zoutelande tot de gemeente Valkenisse. De nieuwe gemeente gebruikte een wapen bestaande uit elementen van de voorgaande gemeenten.

## Verwante wapens

Het wapen van Valkenisse

Aagtekerke
· Aardenburg
· Arnemuiden
· Axel
· Baarland
· Bath
· Biervliet
· Biggekerke
· Bloois
· Bommenede
· Borssele
· Boschkapelle
· Botland
· Breskens
· Brigdamme
· Brijdorpe
· Brouwershaven
· Bruinisse
· Burgh
· Buttinge
· Cadzand
· Clinge
· Colijnsplaat
· Domburg
· Dreischor
· Driewegen
· Duiveland
· Duivendijke
· Elkerzee
· Ellemeet
· Ellewoutsdijk
· Eversdijk
· Gapinge
· Graauw en Langendam
· 's-Gravenpolder
· Grijpskerke
· Groede
· Haamstede
· 's-Heer Abtskerke
· 's-Heer Arendskerke
· 's-Heer Hendrikskinderen
· 's-Heerenhoek
· Heille
· Heinkenszand
· Hengstdijk
· Hoedekenskerke
· Hoek
· Hontenisse
· Hoofdplaat
· Hoogelande
· IJzendijke
· Kapelle
· Kats
· Kattendijke
· Kerkwerve
· Klaaskinderkerke
· Kleverskerke
· Kloetinge
· Koewacht
· Kortgene
· Koudekerke
· Krabbendijke
· Kruiningen
· Looperskapelle
· Maire
· Mariekerke
· Meliskerke
· Middenschouwen
· Nieuw- en Sint Joosland
· Nieuwerkerk
· Nieuwerkerke
· Nieuwlande
· Nieuwvliet
· Nisse
· Noordgouwe
· Noordwelle
· Oostburg
· Oosterland
· Oostkapelle
· Oost-Souburg
· Oost- en West-Souburg
· Ossenisse
· Oud-Vossemeer
· Oudelande
· Ouwerkerk
· Overslag
· Ovezande
· Philippine
· Poortvliet
· Renesse
· Rengerskerke en Zuidland
· Retranchement
· Rilland
· Rilland-Bath
· Ritthem
· Sas van Gent
· Scherpenisse
· Schoondijke
· Schore
· Serooskerke (Schouwen-Duiveland)
· Serooskerke (Veere)
· Sinoutskerke en Baarsdorp
· Sint Anna ter Muiden
· Sint-Annaland
· Sint Jansteen
· Sint Kruis
· Sint Laurens
· Sint-Maartensdijk
· Sint Philipsland
· Sirjansland
· Sluis
· Sluis-Aardenburg
· Stavenisse
· Stoppeldijk
· Valkenisse (Walcheren)
· Valkenisse (Zuid-Beveland)
· Vogelwaarde
· Vrouwenpolder
· Waarde
· Waterlandkerkje
· Wemeldinge
· West-Souburg
· Westdorpe
· Westenschouwen
· Westerschouwen
· Westkapelle
· Westkapelle-Buiten en Sirpoppekerke
· Westkerke
· Wissekerke
· Wissenkerke
· Wolphaartsdijk
· Yerseke
· Zaamslag
· Zierikzee
· Zonnemaire
· Zoutelande
· Zuiddorpe
· Zuidzande
· Zwake

Dorpswapens: Geersdijk
· Hansweert
· Kamperland